# Dragula
«Dragula» — первый сингл американского музыканта Роба Зомби, выпущенный в 1998 году.

## Общая информация
Композиция «Dragula» (Hot Rod Herman Remix) вошла в альбом ремиксов Роба Зомби American Made Music to Strip By 1999 года под названием «Dragula» (Si Non Oscillas, Noli Tintinnare Mix).
Композиция «Dragula»  была использованная в фильме Рука-убийца.

## Список композиций
1. «Dragula» — 3:42
2. «Dragula» (Hot Rod Herman Remix) — 4:36
3. «Dragula» — видеоклип

## Участники
- Rob Zombie:
  - Роб Зомби — вокал, текст, продюсирование, оформление
  - Blasko — бас-гитара
  - Майк Риггс — гитара
  - Джон Темпеста — ударные
- Скотт Хамфри — продюсер, звукорежиссер, сведение, программирование
- Charlie Clouser — ремикс («Dragula» (Hot Rod Herman Remix))
- Tom Baker — мастеринг
- Paul DeCarli — программирование
- Frank Gryner — звукорежиссер
- Chris Lord-Alge — сведение